# Volta al Bidasoa
La Volta al Bidasoa (en euskera Bidasoa Itzulia) és una cursa ciclista amateur per etapes que es disputa a la comarca del Baix Bidasoa (Euskadi). L'origen data del 1958 i es va disputar anualment fins al 1966. Després d'una parada d'uns quants anys, es va recuperar el 1982, i el 2015 va celebrar la seva 43a edició.

## Palmarès
| Any       | Guanyador              | Segon                 | Tercer                      |
| --------- | ---------------------- | --------------------- | --------------------------- |
| 1958      | Nicolás Iparragirre    |                       |                             |
| 1959      | José María Errandonea  | Eusebio Santisteban   | Juan Sánchez Camero         |
| 1960      | Ignacio Astigarraga    | Francisco Gabica      | Ventura Díaz                |
| 1961      | Luis Errazkin          | Sebastián Elorza      | Bernard Daguerre            |
| 1962      | Vin Denson             | José María Errandonea | Sebastián Elorza            |
| 1963      | Jesús Aranzábal        |                       |                             |
| 1964      | Domingo Perurena       | Vicente López Carril  | Ventura Díaz                |
| 1965      | José Manuel Lasa       | Domingo Perurena      | Mariano Díaz                |
| 1966      | Luis Ocaña             | Vicente López Carril  | Edouard Weckx               |
| 1967-1981 | no disputada           | no disputada          | no disputada                |
| 1982      | Jesús Maria Segura     | Pello Ruiz Cabestany  | Juan Maria Eguiarte         |
| 1983      | Pello Ruiz Cabestany   | José Luis Navarro     | Luis Vicente Otín           |
| 1984      | Pedro Luis Diaz Zabala | Javier Murguialday    | Vicente Prado               |
| 1985      | Roque de la Cruz       | Javier Lukin          | José Ignacio Moratinos      |
| 1986      | Jesús Arambarri        | Jesús Montoya         | José Maria Palacín          |
| 1987      | Frédéric Guedon        | Cyrille Fancello      | Francisco Javier Mauleón    |
| 1988      | Scott Sunderland       | Javier Carbayeda      | Alfredo Irusta              |
| 1989      | Scott Sunderland       | Daniel Clavero        | Francisco Ignacio San Román |
| 1990      | Ignacio García Camacho | José Luis Izagirre    | Jens Zemke                  |
| 1991      | Julián Barcina         | Xavier Jan            | Imanol Galarraga            |
| 1992      | Abraham Olano          | Óscar López Uriarte   | Arvis Piziks                |
| 1993      | David García Marquina  | Javier Palacín        | David Etxebarria            |
| 1994      | José Luis Rubiera      | Santiago Blanco       | Josué Barrigón              |
| 1995      | José Javier Gómez      | Eduardo Hernández     | Unai Osa                    |
| 1996      | Unai Osa               | Juan Manuel Garate    | Asterio García              |
| 1997      | Carlos Sastre          | Francisco Mancebo     | Haimar Zubeldía             |
| 1998      | Iban Sastre            | Juan Fuentes          | Isidro Nozal                |
| 1999      | Gorka Arrizabalaga     | Denis Menchov         | Iban Mayo                   |
| 2000      | Koldo Gil              | David Herrero         | Joaquim Rodríguez           |
| 2001      | David Herrero          | Mikel Astarloza       | Javier Líndez               |
| 2002      | Oleg Rodionov          | Julen Urbano          | Aitor Hernández             |
| 2003      | Anton Luengo           | Juan José Cobo        | Moisés Dueñas               |
| 2004      | Iván Santos            | Iván Gilmartín        | Morris Possoni              |
| 2005      | Eladio Sánchez         | Jesús Martín Gala     | José Joaquin Rojas          |
| 2006      | Guillermo Lana         | Beñat Intxausti       | Evgeny Sokolov              |
| 2007      | Salvatore Mancuso      | Andrey Amador         | Cristiano Monguzzi          |
| 2008      | Andrey Amador          | Salvatore Mancuso     | Ángel Madrazo               |
| 2009      | Dimitri Ignatiev       | Alexander Ryabkin     | Arturo Mora                 |
| 2010      | Sergei Shilov          | Jesús Herrada         | Ramunas Navardauskas        |
| 2011      | Evgeny Shalunov        | Sergei Belykh         | Kiril Sveshnikov            |
| 2012      | Alexei Rybalkin        | Pavel Ptashkin        | Víctor Martín Hernández     |
| 2013      | Mario González         | Martín Lestido        | Santiago Ramírez            |
| 2014      | Loic Chetout           | Iuri Filosi           | Jakub Kaczmarek             |
| 2015      | Steven Calderón        | Enric Mas             | Jaime Rosón                 |
| 2016      | Umberto Orsini         | Edward Ravasi         | Mark Padun                  |
| 2017      | Sergio Samitier        | Matteo Sobrero        | Julian Mertens              |
| 2018      | Juan Pedro López       | Alessandro Covi       | Barnabás Peák               |
| 2019      | Carmelo Urbano         | Simon Carr            | Alejandro Ropero            |
| 2020-2021 | suspesa                | suspesa               | suspesa                     |
| 2022      | Davide Piganzoli       | Sinuhé Fernández      | Fernando Tercero            |
| 2023      | Jaume Guardeño         | Daniel Martín Muriel  | Pablo Carrascosa            |